# Caffè Paszkowski
Pour les articles homonymes, voir Paszkowski.

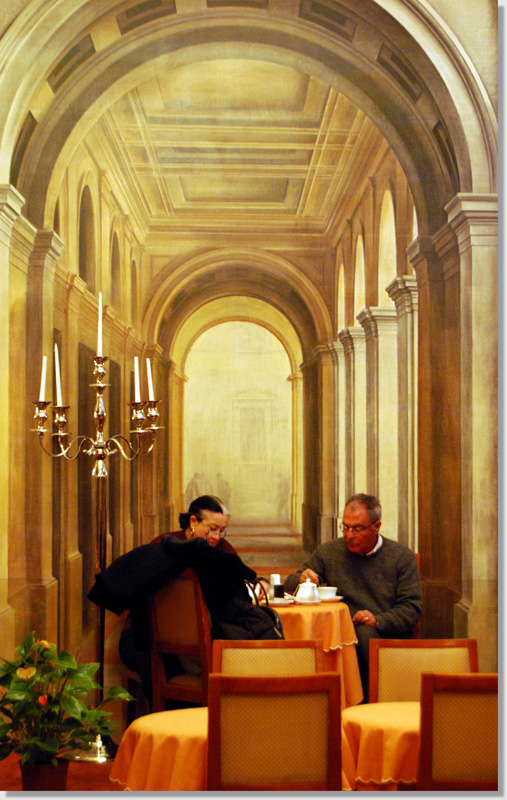
Couple de clients attablés au caffè Paszkowski

Le Caffè Paszkowski est le nom d'un lieu historique situé, au  31-35 de la Piazza della Repubblica, à Florence, sur la partie ouest de sa face nord.

## Histoire
Ouvert en 1846, d'abord comme brasserie, il prend ensuite les caractéristiques d'un Caffè Concerto qui le feront, aussi, connaître au niveau international.
Lieu de rencontre des principaux personnages de la littérature et de l'art du début du siècle (comme Giovanni Papini, Ardengo Soffici, Gaetano Salvemini...), le caffè Paszkowski conserve encore aujourd'hui d'élégantes salles du début du XXe siècle, au sol de mosaïques et parois murales recouvertes en partie de bois. Outre, les soirées musicales - avec l'incontournable piano à queue, et la harpe qui est le symbole de toujours du Caffè Concerto - les salles internes accueillent différents rendez-vous culturels et défilés de mode. En 1991, l'édifice a été déclaré Monumento Nazionale.
En 1988, Francesco Nuti s'inspira du nom de l'établissement pour son film, Caruso Pascoski de père polonais (it).